# Louis Dollo
Louis Antoine Marie Joseph Dollo (Rijsel, 7 december 1857 – Brussel, 19 april 1931) was een in Frankrijk geboren en tot Belg genaturaliseerde paleontoloog. Hij is bekend om de Wet van Dollo en zijn onderzoek naar dinosauriërs.

## Biografie

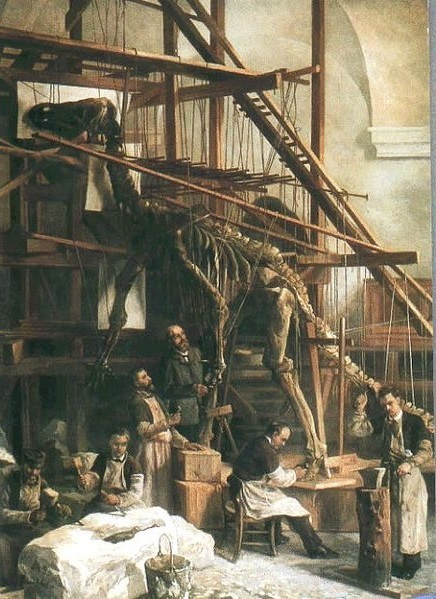
De eerste reconstructie van een Iguanodon in de Sint-Joriskapel te Brussel.

Dollo studeerde in 1877 af in civiele techniek te Rijsel (École Centrale de Lille) en begon zijn carrière als mijnbouwkundig ingenieur. Naast zijn werk in de industrie was hij geïnteresseerd in paleontologie. Vanaf 1882 tot en met 1923 publiceerde Dollo als "aide-naturaliste" verbonden aan het "Musée Royal d'Histoire naturelle de Belgique" over de unieke vondst van een veertigtal Iguanodons in de kolenmijn van Bernissart in Henegouwen. Deze Dinosauriërs werden van 1878 tot 1881 door Louis F. De Pauw (de hoofdpreparateur van het "Musée Royal d'Histoire naturelle de Belgique") en zijn team assistenten en mijnwerkers opgegraven. Iguanodon was in 1825 beschreven door Gideon Mantell, het was destijds een van de eerste dinosauriërsoorten die ooit was ontdekt.
Dollo ging in 1882 op het Koninklijk Natuurhistorisch Museum van België in Brussel werken, om er de fossielen van Iguanodon verder te onderzoeken. In 1891 werd hij er benoemd tot conservator. Intussen (in 1886) had hij de Belgische nationaliteit aangenomen. In 1909 werd hij tevens professor in de paleontologie aan de Universiteit van Brussel. In 1912 ontving hij de Murchison Medal van de Geological Society of London.
Hij was de rest van zijn leven bezig de vondst van Bernissart te documenteren en erover te publiceren. Dollo bevestigde de conclusie van George Albert Boulenger die in 1881 stelde (zie Casier, 1978) dat te Bernissart twee soorten Iguanodon ontdekt waren (Iguanodon bernissartensis Boulenger (1881) en Iguandon mantelli von Meyer (1881)), en was de eerste die van mening was dat het dier waarschijnlijk voornamelijk op zijn achterpoten liep. Door het grote aantal redelijk complete skeletten kon hij veel verbeteringen aanbrengen in de reconstructies van Gideon Mantell en Richard Owen. Zo zag hij in dat de hoorn op de kop van het dier uit de reconstructie van Mantell in feite een lange duim was. Dollo speculeerde dat Iguanodon een amfibie was en goed kon zwemmen.
In 1893 formuleerde Dollo zijn wet voor evolutie als een onomkeerbaar proces, bekend als de Wet van Dollo.
Als eerbetoon aan Dollo benoemde de Amerikaanse paleontoloog Gregory S. Paul in 2008 een aan Iguanodon verwant geslacht van dinosauriërs met de naam Dollodon.